# Béla Pintér
Béla Pintér (* 21. September 1970 in Budapest) ist ein ungarischer Dramatiker, Schauspieler und Regisseur. 1987 begann er seine Laufbahn als Schauspieler bei der freien Theatergruppe Arvisura und arbeitete in den 1980er und 1990er Jahren als Darsteller mit den führenden ungarischen Ensembles. 1998 gründete er sein eigenes Theater "Pintér Béla és Társulata" (Béla Pintér und Kompanie), kurz PBEST. 
Pintér erhielt zahlreiche Auszeichnungen für seine Stücke und Inszenierungen, darunter viermal den ungarischen Kritikerpreis für die beste freie Theaterproduktion des Jahres. 
Die Bauernoper  brachte Pintér und seiner Kompanie 2002 den internationalen Durchbruch. In Deutschland waren sie u. a. beim Heidelberger Stückemarkt, bei der euro-scene Leipzig, bei den Berliner Festspielen, bei den Theaterformen Hannover, der Biennale Neue Stücke aus Europa in Wiesbaden, zu den Wiener Festwochen und zum Ungarn-Festival „Leaving is not an option?“ im Berliner Hebbel am Ufer eingeladen. 
Pintér gehört zu den jüngeren avancierten Theatermachern, die der Gesellschaft des modernen Ungarn einen Spiegel vorhalten und sich kritisch mit den jüngsten Entwicklungen im Land auseinandersetzen.

## Inszenierungsästhetik
Pintérs Inszenierungen changieren ästhetisch zwischen Soap Opera, Bewegungstheater, zwischen Farce und Tragödie, Parabel und Folklore-Märchen. Immer wieder greift Pintér (der selbst Volkstanz studierte) auf ungarische Volksmusik und -tänze zurück, die als ironisierendes Mittel eingesetzt werden. In seiner Inszenierung Bauernoper etwa mischte Pintér transsilvanische Folklore mit Barockoper und Streichquartett. In Miststück treffen ABBA-Songs auf transsilvanische Zither-Melodien. Die Aufführungen bekommen durch diesen Stilmix eine Doppelbödigkeit, die schwer zu fassen ist. Pintér beschreibt die Inspirationsquellen seiner Arbeit folgendermaßen: „Ein echter Theatermacher muss offen sein und sich von einer westeuropäischen Performance vor weißem Bühnenhimmel ebenso inspirieren lassen wie von traditionellem Tanz aus Bali. [...] Ich lebe und arbeite in Budapest, und die Stadt ist in allen unseren Performances präsent. Doch Landleben und Folklore üben einen ebenso großen Einfluss auf meine Produktionen aus wie das Urbane.“

## Stücke (Auswahl)
- A soha vissza nem térő
- Párhuzamos óra
- Parasztopera (Bauernoper), 2002
- Roncsolt Kópia (Zerkratztes Zelluloid), 2004
- Népi Rablét (Gemeinsame Gefangenschaft)
- Szutyok (Miststück), 2010, in deutscher Sprache veröffentlicht in Theater der Zeit Heft 3/2011, S. 50–63. Berlin 2011
- Titkaink (Unsere Geheimnisse), 2013